# Room on Fire
Room on Fire je druhé album The Strokes vydané v říjnu 2003. Album následovalo po Is This It z roku 2001 a zahrnovalo tři singly: „12:51“, „Reptilia“ a „The End Has No End“.
Zpočátku album produkoval producent Nigel Godrich (Radiohead, Travis, Beck), který byl oceněn cenou Grammy. The Strokes však cítili, že dělá jejich písně jaksi „neosobní“, a proto se vrátili k producentovi jejich prvního alba Gordonovi Raphaelovi.
I přesto, že album Room on Fire obdrželo po vydání příznivé recenze a dosáhlo druhé příčky ve Spojeném království a debutovalo na čtvrté příčce v americkém žebříčku Billboard 200, tak počet prodaných nosičů ve Spojených státech byl menší, než tomu bylo u alba Is This It.
Začínající skladba alba „What Ever Happened?“ byla použita v soundtracku k filmu Sofie Coppole Marie Antoinetta. Píseň „Reptilia“ se objevila v počítačových hrách Guitar Hero III a Rock Band. Název alba „Room on fire“ (česky něco jako Pokoj v ohni) je převzat z textu k písni „Reptilia“: „The room is on fire as she's fixing her hair“.

## Seznam skladeb
Všechny skladby vytvořil Julian Casablancas, pokud není uvedeno jinak:
1. "What Ever Happened?" – 2:54
2. "Reptilia" – 3:41
3. "Automatic Stop" (Casablancas/Albert Hammond, Jr.) – 3:26
4. "12:51" – 2:33
5. "You Talk Way Too Much" – 3:04
6. "Between Love & Hate" – 3:15
7. "Meet Me in the Bathroom" – 2:57
8. "Under Control" – 3:06
9. "The Way It Is" – 2:22
10. "The End Has No End" – 3:07
11. "I Can't Win" – 2:34